# Реакція (n-p)
Реакція (n-p), або реакція (n,p), або (n-p)-реакція — вид ядерної реакції — реакція, яка відбувається, коли нейтрон входить у ядро, а протон одночасно залишає ядро.
Наприклад, сірка-32 (32S) вступає в ядерну реакцію (n,p) при бомбардуванні нейтронами, утворюючи фосфор-32 (32P).
Нуклід азот-14 (14N) також може вступати в ядерну реакцію (n,p) з утворенням вуглецю-14 (14C). Ця ядерна реакція 14N(n,p)14C постійно відбувається в атмосфері Землі, утворюючи рівноважні кількості радіонукліда 14C.
Більшість (n,p)-реакцій мають порогові енергії нейтронів, нижче від яких реакція не може відбутися, оскільки заряджена частинка у вихідному каналі потребує енергії (зазвичай більше ніж МеВ) для подолання кулонівського бар'єру, з яким стикається випромінюваний протон. Ядерна реакція (n,p) 14N(n,p)14C є винятком із цього правила — вона може відбуватися за будь-яких енергій падаючих нейтронів.[джерело?] Ядерна реакція 14N(n,p)14C відповідає за більшу частину дози опромінення, яку отримує людський організм від теплових нейтронів — ці теплові нейтрони поглинає азот 14N у білках, що призводить до випромінювання протона; той передає свою кінетичну енергію на дуже короткій відстані в тканинах тіла, тим самим забезпечуючи дозу опромінення.